# Miquelot
El Miquelot és un dels personatges ficticis, que pertanyen al bestiari popular valencià, emprat pels adults per espantar als menuts i aconseguir d'ells un determinat comportament. Es tracta d'un individu de costums nòmades, que va de poble en poble, i si veu un xiquet sol pel carrer, el clava dins del sac i se l'emporta. En altres versions del mite, el Miquelot s'enganxa als peus dels xiquets que corren i va pel terra seguint-los, com una mena d'ombra. Amb aquest personatge s'aconseguia que els nens no isqueren al carrer sense supervisió, o que es comportaren de determinada manera amb l'amenaça de fer vindre al Miquelot a pels nens.
També és anomenat com al saginer, greixer o l'home de la sangueta, l'home del sac o el pare llop; encara que cadascun d'aquests personatges podien tindre característiques pròpies i úniques.